# Maison de l'Arbalète (Tours)
Pour les articles homonymes, voir Hôtel (homonymie).
L'hôtel dit Maison de l’Arbalète est un hôtel particulier situé à Tours dans le Vieux-Tours, au 6, 8 rue de l'Arbalète. Le monument fait l’objet d’une inscription au titre des monuments historiques depuis 1939.